# Calosota bolivari
Calosota bolivari är en stekelart som beskrevs av Askew 2006. Calosota bolivari ingår i släktet Calosota och familjen hoppglanssteklar.
Artens utbredningsområde är Spanien. Inga underarter finns listade.